# Kunimitsu Takahashi
Kunimitsu Takahashi, noto anche con lo pseudonimo di Kuni-san (高橋国光?, Takahashi Kunimitsu; Tokyo, 29 gennaio 1940 – 16 marzo 2022), è stato un pilota motociclistico e automobilistico giapponese.
È considerato il padre del drifting.

## Carriera
Nel 1958 inizia la sua carriera motoristica sulle due ruote. Nel motomondiale 1960 è settimo nella classifica della classe 250. Nel 1961 all'Hockenheimring, su una Honda e sempre nella quarto di litro, Takahashi diviene il primo pilota nipponico a vincere un Gran Premio del motomondiale.
Sarà quarto nel mondiale 1961 della stessa cilindrata e quinto nella classe 125, nella quale vince il Gran Premio dell'Ulster. È ancora quarto l'anno seguente nella ottavo di litro, in cui s'impone nei primi due Gran Premi di Spagna e Francia ma subisce un grave infortunio che gli impedisce di gareggiare per il resto della stagione; ciò nonostante giunge nono in classifica finale anche nella classe 50. Gravemente ferito nell'edizione 1962 del Tourist Trophy, dal 1964 inizia anche una carriera nelle quattro ruote partecipando ai campionati per Sport Prototipi. Passa poi alle gare con vetture a ruote scoperte partecipando al campionato giapponese di Formula 2.
Nella stagione 1977 di Formula 1 il Meritsu Racing Team lo iscrive con una Tyrrell 007 privata al Gran Premio del Giappone: pur qualificandosi all'ultimo posto nelle prove ufficiali saprà raggiungere il nono posto al termine della gara. Vincerà in seguito per quattro volte il titolo nazionale nei prototipi (1985, 1986, 1987 e 1989), per due volte assieme al fratello Keiji. Kunimitsu crea anche una propria scuderia, con la quale utilizza una Porsche 962. Nel 1994 la Honda gli affida il compito di mettere a punto la NSX GT che lo porterà all'ottavo posto nell'edizione 1995 della 24 Ore di Le Mans.
Nel 2000 terminerà la sua carriera di pilota per gestire in primis la sua scuderia e diventare presidente della Japanese GT Association. Muore nel 2022, dopo aver cercato di contrastare un linfoma.

## Risultati nel motomondiale

### Classe 50
| 1962 | Classe | Moto  |   |   |  |  |  |  |    |  |  |  |  | Punti | Pos. |
| ---- | ------ | ----- | - | - |  |  |  |  | -- |  |  |  |  | ----- | ---- |
| 1962 | 50     | Honda | 6 | 2 |  |  |  |  | NE |  |  |  |  | 7     | 9º   |

| Legenda | 1º posto        | 2º posto            | 3º posto            | A punti      | Senza punti        | Grassetto – Pole position Corsivo – Giro più veloce |
| Legenda | Gara non valida | Non qual./Non part. | Ritirato/Non class. | Squalificato | '-' Dato non disp. | Grassetto – Pole position Corsivo – Giro più veloce |

### Classe 125
| 1960 | Classe | Moto  |    |   |   |   |    |   |   |  |  |  |  |  | Punti | Pos. |
| ---- | ------ | ----- | -- | - | - | - | -- | - | - |  |  |  |  |  | ----- | ---- |
| 1960 | 125    | Honda | NE | - | - | - | NE | - | 6 |  |  |  |  |  | 1     | 10º  |

| 1961 | Classe | Moto  |   |   |   |   |   |   |   |   |   |   |   |  | Punti | Pos. |
| ---- | ------ | ----- | - | - | - | - | - | - | - | - | - | - | - |  | ----- | ---- |
| 1961 | 125    | Honda | - | 6 | 6 | - | - | - | 3 | 1 | - | 2 | 3 |  | 24    | 5º   |

| 1962 | Classe | Moto  |   |   |  |  |  |  |  |  |  |  |  |  | Punti | Pos. |
| ---- | ------ | ----- | - | - |  |  |  |  |  |  |  |  |  |  | ----- | ---- |
| 1962 | 125    | Honda | 1 | 1 |  |  |  |  |  |  |  |  |  |  | 16    | 4º   |

| 1963 | Classe | Moto  |   |   |   |   |   |   |   |   |   |   |   |   | Punti | Pos. |
| ---- | ------ | ----- | - | - | - | - | - | - | - | - | - | - | - | - | ----- | ---- |
| 1963 | 125    | Honda | 3 | 5 | - | 8 | 5 | - | 5 | - | - | 3 | - | - | 14    | 7º   |

| 1964 | Classe | Moto  |   |   |   |   |   |    |   |   |   |   |   |   | Punti | Pos. |
| ---- | ------ | ----- | - | - | - | - | - | -- | - | - | - | - | - | - | ----- | ---- |
| 1964 | 125    | Honda | - | - | 4 | - | - | NE | - | - | - | - | - | - | 3     | 14º  |

| Legenda | 1º posto        | 2º posto            | 3º posto            | A punti      | Senza punti        | Grassetto – Pole position Corsivo – Giro più veloce |
| Legenda | Gara non valida | Non qual./Non part. | Ritirato/Non class. | Squalificato | '-' Dato non disp. | Grassetto – Pole position Corsivo – Giro più veloce |

### Classe 250
| 1960 | Classe | Moto  |    |   |   |   |   |   |   |  |  |  |  |  | Punti | Pos. |
| ---- | ------ | ----- | -- | - | - | - | - | - | - |  |  |  |  |  | ----- | ---- |
| 1960 | 250    | Honda | NE | - | - | - | 6 | 5 | 4 |  |  |  |  |  | 6     | 7º   |

| 1961 | Classe | Moto  |   |   |   |   |   |   |   |   |   |   |   |  | Punti | Pos. |
| ---- | ------ | ----- | - | - | - | - | - | - | - | - | - | - | - |  | ----- | ---- |
| 1961 | 250    | Honda | - | 1 | 3 | 4 | - | - | 3 | 6 | - | 3 | 2 |  | 29    | 4º   |

| 1963 | Classe | Moto  |   |   |    |     |   |   |   |   |    |   |   |   | Punti | Pos. |
| ---- | ------ | ----- | - | - | -- | --- | - | - | - | - | -- | - | - | - | ----- | ---- |
| 1963 | 250    | Honda | 4 | - | NE | Rit | - | 6 | 4 | - | NE | - | - | - | 7     | 9º   |

| Legenda | 1º posto        | 2º posto            | 3º posto            | A punti      | Senza punti        | Grassetto – Pole position Corsivo – Giro più veloce |
| Legenda | Gara non valida | Non qual./Non part. | Ritirato/Non class. | Squalificato | '-' Dato non disp. | Grassetto – Pole position Corsivo – Giro più veloce |

## Risultati in F1
| 1977 | Scuderia             | Vettura     |  |  |  |  |  |  |  |  |  |  |  |  |  |  |  |  |   | Punti | Pos. |
| ---- | -------------------- | ----------- |  |  |  |  |  |  |  |  |  |  |  |  |  |  |  |  | - | ----- | ---- |
| 1977 | Meiritsu Racing Team | Tyrrell 007 |  |  |  |  |  |  |  |  |  |  |  |  |  |  |  |  | 9 | 0     |      |

| Legenda | 1º posto     | 2º posto | 3º posto    | A punti         | Senza punti/Non class.  | Grassetto – Pole position Corsivo – Giro più veloce |
| Legenda | Squalificato | Ritirato | Non partito | Non qualificato | Solo prove/Terzo pilota | Grassetto – Pole position Corsivo – Giro più veloce |